# Rhizotrogus rosalesi
Rhizotrogus rosalesi är en skalbaggsart som beskrevs av Leon Fairmaire 1862. Rhizotrogus rosalesi ingår i släktet Rhizotrogus och familjen Melolonthidae. Inga underarter finns listade i Catalogue of Life.